# Gonomyia (Neolipophleps) falcifer
Gonomyia (Neolipophleps) falcifer is een tweevleugelige uit de familie steltmuggen (Limoniidae). De soort komt voor in het Neotropisch gebied.